# Ібрагім Аль-Хельва
Ібрагім Аль-Хельва (араб. إبراهيم الحلوة; нар. 18 серпня 1972) — саудівський футболіст, що грав на позиції воротаря.
Виступав за клуби «Аль-Ріяд» та «Аль-Шабаб», а також національну збірну Саудівської Аравії.

## Клубна кар'єра
У дорослому футболі дебютував 1989 року виступами за команду клубу «Аль-Ріяд», в якій провів вісім сезонів.
1997 року перейшов до клубу «Аль-Шабаб», за який відіграв 2 сезони. Завершив професійну кар'єру футболіста виступами за команду «Аль-Шабаб» у 1999 році.

## Виступи за збірну
Залучався до лав національної збірної Саудівської Аравії, у складі якої здебільшого був резервним голкіпером, одним з дублерів Мохамеда Аль-Деайя. У такому статусі був учасником домашнього для саудівців Кубка конфедерацій 1992 року, де разом з командою здобув «срібло», а також чемпіонату світу 1994 року у США.